# Budapesti Honvéd (kosárlabda)
A Budapesti Honvéd SE Magyarország legeredményesebb férfi kosárlabda egyesülete 33 bajnoki címével és 17 kupagyőzelmével. Az ötvenes évektől a kilencvenes évekig folyamatosan meghatározó szerepet töltött be; 1998-ig a legrosszabb bajnoki helyezés az 1991-ben szerzett 5. hely számított. A csapat 2001-ben kiesett az élvonalból, majd az NB II-ben indult, ahonnan 2003-ban feljutottak az NB I/B-be. Azóta ennek a ligának a Piros csoportjában szerepeltek egészen 2022-ig, amikor újra feljutott a csapat az NB I/A csoportba.

## Története

### 1950–1992
A csapatot 1950 őszén alapították. Első évében megnyerte a Budapest I. osztályú bajnokságot, ezzel az országos döntőbe jutott, ahol hármas holtversenyben a bajnok Bp. Haladással és a 2. Vasas-MÁVAG-gal bronzérmet szereztek. Innentől azonban sajátos sikerkorszak kezdődött el: 1960-ig összesen egy vereséget szenvedtek, az 1954. október 18–1960. október 6. közti időszakban pedig 143 mérkőzésen keresztül maradt veretlen. Érdekesség, hogy 1956-ban így is csak ezüstérmet szereztek, mert a Műszaki Egyetem csapata egy mérkőzéssel többet játszott, így 1 ponttal többet szerzett, amikor a bajnokság félbeszakadt. Így a zsinórban szerzett bajnoki aranyak száma "mindössze" 13 (1957 és 1969 között).
A következő hat évben 2-2 Csepel-, MAFC- és Honvéd-siker született, ezután 1976 és 1986 között újabb 11, zsinórban szerzett bajnoki címet ünnepelhetett a BHSE. Innentől 1992-ig egy ezüst és két bronz került csupán az éremkollekcióba.

### 1992–2001
1992-ben a bronzérmes Honvéd és a 4. helyezett Tungsram SC kosárlabda-szakosztálya egyesült, és Tungsram-Honvéd BT (Budapesti Sólymok fantázianévvel) néven neveztek a bajnokságra. Az egyesülés hatására 1993-ban, 1994-ben, és – immáron Danone-Honvéd BT néven – 1995-ben is bajnok lett a budapesti egyesület. 1996-ban a csapat alapszakasz-győztesként a döntőben alulmaradva ezüstérmet szerzett. Ugyanebben a szezonban a Csepel kiesett, így egyedüli budapesti csapatként indultak az 1996–1997-es bajnokságban, amit – visszavágva az egy évvel korábbi döntőért – megnyertek a Marc-Körmend ellen.
A következő szezonban – immáron az Albacomp ellenében – újra alulmaradtak a döntőben, ezzel a budapesti férfi kosárlabdázás utolsó érmét szerezték meg. Az 1998–1999-es szezonban a meggyengült csapat a 10. helyet szerezte meg a bajnokságban, amit a következő szezonban – az ősszel újra Budapesti Honvéd névre keresztelt csapat – megismételt. Ebben az évben még egy utolsó nagy dobásként bejutott a csapat a Magyar Kupa négyes döntőjébe, ahol a 4. helyet szerezte meg. A 2000–2001-es szezonban az alsóházi rájátszás során a MAFC ellenében 51 év után kiestek az első osztályból.

### 2001–
A csapat a kiesés után az NB I/B csoportot nem vállalta, így az NB II-ben indult, ahol az alapszakasz 6. helye után 5. helyet értek el. A következő évben az NB II-ben 2. helyezést értek el. 2004-től 2022-ig az NB I/B csoport tagjai. 2022-ben megnyerte az NB I /B Piros csoportját, ezzel feljutott az NB I/A csoportjába.

## Hírességek

### Játékosok
Az 1955-ben Európa-bajnoki aranyérmet szerzett csapat tagjai: Bánhegyi László, Czinkán Tibor, Simon János, Hódi I. János, Hódi II. László, Greminger János. Greminger 156, Simon 118, Bánhegyi 116 alkalommal szerepelt a válogatottban. Az EB-győzelem 50 éves évfordulóján megválasztották minden idők 50 legjobb kosárlabdázóját (25 férfit és 25 nőt). A Honvéd játékosai: Bánhegyi László, Banna Valér, Bencze János, Boros Zoltán, Czinkán Tibor, Dávid Kornél, Gellér Sándor, Greminger János, Halm Roland, Heiling-Horváth Attila, Heinrich Róbert, Hódy László, Losonczy Árpád, Pálffy Tamás, Simon János.
A legtöbb bajnoki évadot Gellér Sándor (19), Czinkán Tibor dr. (18), Simon János és Greminger János (16-16) játszották. A legtöbb bajnoki címet Gellér Sándor és Czinkán Tibor dr. (15-15), valamint Simon János és Greminger János (14-14) szerezték.
Az év játékosává választották: 1964. Greminger János, 1965. Banna Valér, 1968. Rácz János, 1974. 1977. és 1979. Losonczy Árpád, 1983. Kiss Tamás, 1985. Recska László, 1986. 1987. 1988. és 1989. Heinrich Róbert.
Legtöbb válogatottság: Heinrich Róbert (175).

### Edzők
1951-59. Páder János 1959-62. Csányi Zoltán, 1962-73. Balogh József, 1974-76 Simon János és Csépes Béla, 1976-79 Ránky Mátyás, 1980-82. Simon János, 1982-84. Sárossy Elemér, 1984-86. Mészáros Lajos, 1986-87. Balogh József, 1987-88. Mészáros Lajos, Tatár István, 1988-89. Gellér Sándor, 1989-91. Lukács Sándor, 1991-92. Mészáros Lajos, Kamarás György, 1992-94. Mészáros Lajos, Kamarás György, Zsoldos András, 1994-99. Zsoldos András, Mészáros István, 1999-2001. Farkas Attila, 2001-2002. Goran Mijović, 2002-2013 Mészáros István 2013-2021 Puskás Artúr, 2021 Vladimir Lucic, 2021-  Baksa Szabolcs

## Játékosok

### Jelenlegi keret
Utolsó módosítás: 2023. szeptember 14.
| Játékosok | Edzők |          |       |          |                                |                          |
| \| Mezszám \| Név \| Ország \| Poszt \| Magasság \| Életkor \| Korábbi csapat \| \| ------- \| ----------------- \| ------ \| ----- \| -------- \| ------------------------------ \| ------------------------ \| \| \| Kopácsi Ákos \| \| 1 \| 182 cm \| 2001. január 25. (24 éves) \| Utánpótlásból került fel \| \| \| Simon Kristóf \| \| 1 \| 187 cm \| 1994. szeptember 16. (30 éves) \| ZTE KK \| \| \| Hajdu Péter \| \| 3 \| 198 cm \| 2004. február 20. (21 éves) \| Utánpótlásból került fel \| \| \| Peringer Balázs \| \| 5 \| 213 cm \| 1996. március 26. (28 éves) \| Jászberényi KSE \| \| \| Vámos Ádám \| \| 5 \| 199 cm \| 2003. május 31. (21 éves) \| Utánpótlásból került fel \| \| \| Isiah Brown \| \| 1 \| 188 cm \| 1997. szeptember 4. (27 éves) \| Kaposvári KK \| \| \| Lautaro López \| \| 1 \| 189 cm \| 1999. január 8. (26 éves) \| Spišskí Rytieri \| \| \| Reizinger Máté \| \| 2-3 \| 194 cm \| 2004. \| Utánpótlásból került fel \| \| \| Bazsó Brúnó \| \| 3 \| 195 cm \| 1995. március 18. (30 éves) \| Nyíregyháza BS \| \| \| Jalen Henry \| \| 4-5 \| 203 cm \| 1996. január 8. (29 éves) \| Vevey Riviera Basket \| \| \| Filipovics Stefan \| \| 5 \| 208 cm \| 1998. február 5. (27 éves) \| SZTE-Szedeák \| | Vezetőedző Zlatko Jovanovics Edző(k) Megjegyzés, jelmagyarázatA dőlttel szedett játékosok U23-es szabálynak megfelelnek. A vastagon szedettek válogatott játékosok. Forrás |          |       |          |                                |                          |
| Mezszám | Név | Ország   | Poszt | Magasság | Életkor                        | Korábbi csapat           |
| | Kopácsi Ákos | magyar   | 1     | 182 cm   | 2001. január 25. (24 éves)     | Utánpótlásból került fel |
| | Simon Kristóf | magyar   | 1     | 187 cm   | 1994. szeptember 16. (30 éves) | ZTE KK                   |
| | Hajdu Péter | magyar   | 3     | 198 cm   | 2004. február 20. (21 éves)    | Utánpótlásból került fel |
| | Peringer Balázs | magyar   | 5     | 213 cm   | 1996. március 26. (28 éves)    | Jászberényi KSE          |
| | Vámos Ádám | magyar   | 5     | 199 cm   | 2003. május 31. (21 éves)      | Utánpótlásból került fel |
| | Isiah Brown | USA      | 1     | 188 cm   | 1997. szeptember 4. (27 éves)  | Kaposvári KK             |
| | Lautaro López | argentin | 1     | 189 cm   | 1999. január 8. (26 éves)      | Spišskí Rytieri          |
| | Reizinger Máté | magyar   | 2-3   | 194 cm   | 2004.                          | Utánpótlásból került fel |
| | Bazsó Brúnó | magyar   | 3     | 195 cm   | 1995. március 18. (30 éves)    | Nyíregyháza BS           |
| | Jalen Henry | USA      | 4-5   | 203 cm   | 1996. január 8. (29 éves)      | Vevey Riviera Basket     |
| | Filipovics Stefan | magyar   | 5     | 208 cm   | 1998. február 5. (27 éves)     | SZTE-Szedeák             |

| Mezszám | Név               | Ország   | Poszt | Magasság | Életkor                        | Korábbi csapat           |
| ------- | ----------------- | -------- | ----- | -------- | ------------------------------ | ------------------------ |
|         | Kopácsi Ákos      | magyar   | 1     | 182 cm   | 2001. január 25. (24 éves)     | Utánpótlásból került fel |
|         | Simon Kristóf     | magyar   | 1     | 187 cm   | 1994. szeptember 16. (30 éves) | ZTE KK                   |
|         | Hajdu Péter       | magyar   | 3     | 198 cm   | 2004. február 20. (21 éves)    | Utánpótlásból került fel |
|         | Peringer Balázs   | magyar   | 5     | 213 cm   | 1996. március 26. (28 éves)    | Jászberényi KSE          |
|         | Vámos Ádám        | magyar   | 5     | 199 cm   | 2003. május 31. (21 éves)      | Utánpótlásból került fel |
|         | Isiah Brown       | USA      | 1     | 188 cm   | 1997. szeptember 4. (27 éves)  | Kaposvári KK             |
|         | Lautaro López     | argentin | 1     | 189 cm   | 1999. január 8. (26 éves)      | Spišskí Rytieri          |
|         | Reizinger Máté    | magyar   | 2-3   | 194 cm   | 2004.                          | Utánpótlásból került fel |
|         | Bazsó Brúnó       | magyar   | 3     | 195 cm   | 1995. március 18. (30 éves)    | Nyíregyháza BS           |
|         | Jalen Henry       | USA      | 4-5   | 203 cm   | 1996. január 8. (29 éves)      | Vevey Riviera Basket     |
|         | Filipovics Stefan | magyar   | 5     | 208 cm   | 1998. február 5. (27 éves)     | SZTE-Szedeák             |

## Eredmények

### Bajnoki sikerek
Magyar bajnok: 1952, 1953, 1954, 1955, 1957, 1957/58, 1958/59, 1959/60, 1960/61, 1961/62, 1962/63, 1964, 1965, 1966, 1967, 1968, 1969, 1971, 1974, 1976, 1977, 1978, 1979, 1980/81, 1981/82, 1982/83, 1983/84, 1984/85, 1985/86, 1992/93, 1993/94, 1994/95, 1996/97. 
Magyar bajnok (NB II): 2018 (U23-as csapat)
Bajnoki második: 1956, 1970, 1972, 1975, 1986/87, 1995/96, 1997/98.
Bajnoki harmadik: 1951, 1988/89, 1991/92.
NB I/ B Bajnok: 2021-2022

### Kupasikerek
Kupagyőztes: 1953, 1954, 1955, 1962, 1963, 1964, 1966, 1967, 1968, 1973, 1977, 1978, 1982, 1983, 1986, 1989, 1991.
Kupaezüst: 1965, 1970, 1972, 1975, 1976, 1985, 1990, 1996, 1997.
Kupabronz: 1952, 1969, 1974, 1979, 1984, 1988, 1992, 1995.
| Előző bajnok: Bp. Haladás | Kosárlabda magyar bajnok 1952, 1953, 1954, 1955 |  | Következő bajnok: Műszaki Egyetem |

| Előző bajnok: Műszaki Egyetem | Kosárlabda magyar bajnok 1957, 1957/58, 1958/58, 1959/60, 1960/61, 1961/62, 1962/63, 1964, 1965, 1966, 1967, 1968, 1969 |  | Következő bajnok: MAFC |

| Előző bajnok: MAFC | Kosárlabda magyar bajnok 1971 |  | Következő bajnok: Csepel SC |

| Előző bajnok: Csepel SC | Kosárlabda magyar bajnok 1974 |  | Következő bajnok: MAFC |

| Előző bajnok: MAFC | Kosárlabda magyar bajnok 1976, 1977, 1978, 1979, 1980/81, 1981/82, 1982/83, 1983/84, 1984/85, 1985/86 |  | Következő bajnok: Körmendi Dózsa MTE |

| Előző bajnok: ZTE-Heraklith | Kosárlabda magyar bajnok 1992/93, 1993/94, 1994/95 |  | Következő bajnok: Marc-Körmend |

| Előző bajnok: Marc-Körmend | Kosárlabda magyar bajnok 1996/97 |  | Következő bajnok: Albacomp |